# Myxobolus diagrammae
Myxobolus diagrammae is een microscopische parasiet uit de familie Myxobolidae. Myxobolus diagrammae werd in 1995 beschreven door Kpatcha. 